# Balaklija
Balaklija (ukrainsk: Балаклія; russisk: Бaлaклeя) er en by i Izjum rajon, Kharkiv oblast (provins) i det østlige Ukraine. Den er et vigtigt jernbaneknudepunkt i oblasten. Balaklija er administrationsby for Balaklija urban hromada, en af hromadaerne i Ukraine. Byen har en befolkning på omkring 26.921 (2021).
Indtil 18. juli 2020 var Balaklija det administrative centrum for Balaklija rajon. Rajonen blev afskaffet i juli 2020 som en del af den administrative reform i Ukraine, der reducerede antallet af raioner i Kharkiv Oblast til syv. Området i Balaklija rajon blev slået sammen med Izium rajon.

## Russernes invasion af Ukraine 2022
Den 3. marts 2022, i forbindelse med Ruslands invasion af Ukraine 2022, erklærede det russiske forsvarsministerium, at dets tropper sammen med tropper fra Folkerepublikken Donetsk og Folkerepublikken Lugansk tog kontrol over byen Balaklija og "befriede den fra nationalistiske bataljoner". I slutningen af april 2022 erobrede de også det 65. arsenal for Ukraines væbnede styrker, det største ammunitionsdepot i Ukraine, hvor der ifølge krigskorrespondent Evgeny Poddubny fra det russiske blev opbevaret "ammunition af NATO-typen"'.

## Gallery
- Balaklija byskilt
- Balaklija Ambulance foran lokalhospital
- Rådhus
- Kulturpalads
- Balaklija Lyceum
- Legeplads